# Каванела Вара (Ла Специја)
Каванела Вара је насеље у Италији у округу Ла Специја, региону Лигурија.
Према процени из 2011. у насељу је живело 137 становника. Насеље се налази на надморској висини од 79 м.